# Сергиевское муниципальное образование (Саратовская область)
Сергиевское муниципальное образование — сельское поселение в Калининском районе Саратовской области Российской Федерации.
Административный центр — село Сергиевка.

## История
Статус и границы сельского поселения установлены Законом Саратовской области от 27 декабря 2004 года № 94-ЗСО «О муниципальных образованиях, входящих в состав Калининского муниципального района».

## Население
| 2010  | 2011  | 2012  | 2013  | 2014  | 2015  | 2016  |
| ----- | ----- | ----- | ----- | ----- | ----- | ----- |
| 1506  | ↘1501 | ↗1505 | ↘1493 | ↘1463 | ↘1458 | ↘1455 |
| 2017  | 2018  | 2019  | 2020  | 2021  |       |       |
| ↘1429 | ↘1385 | ↘1362 | ↘1334 | ↘1250 |       |       |

## Состав сельского поселения
| № | Населённый пункт | Тип населённого пункта       | Население |
| - | ---------------- | ---------------------------- | --------- |
| 1 | Новотепловка     | деревня                      | ↘137      |
| 2 | Новые Выселки    | село                         | ↘682      |
| 3 | Сергиевка        | село, административный центр | ↘687      |